# Тилликолтри
Тиллико́лтри (англ. Tillicoultry, гэльск. Tulach Cultaire, скотс Tillicoultry) — город в центральной части Шотландии, в округе Клакманнаншир. Расположен на северном берегу реки Форт, в 5 км к северу от города Клакманнан и в 13 км к востоку от Стерлинга, у подножия холмов Очил. Река Форт протекает в нескольких километрах к югу. Тилликолтри соединен с дорожной сетью автомагистралью A91. Население по переписи 2011 года составляло 5120 жителей.

## История города
Поместье Тилликолтри было отобрано у Алеумуса де Мезера в 1261 году Александром III за невыполнение полагающихся феодальных услуг. Затем он был передан Уильяму, графу Мара, и оставался во владении Мар, а затем в результате брака Маргарет, графини Мара, с Уильямом Дугласом, 1-м графом Дуглас, был в семье Дугласов до 1483 года, когда он перешёл в руки предков лорда Колвилла Калросского.
Имеются записи о приходской церкви, существовавшей в Тилликолтри с 1639 года, и сведения о производстве тканей, датируемые 1560-ми годами. В восточной части приходского округа в конце 18 века обнаружены следы круга друидов диаметром шестьдесят футов.
Исторически текстильное производство было важной отраслью в Тилликолтри и внесло значительный вклад в его развитие. Фермы использовали многочисленные горные потоки со склонов холмов Очил для выработки энергии. Твид, тартан и трикотаж производятся здесь с 16 века. В 1880-х годах в Тилликоултри насчитывалось 18 текстильных предприятий.

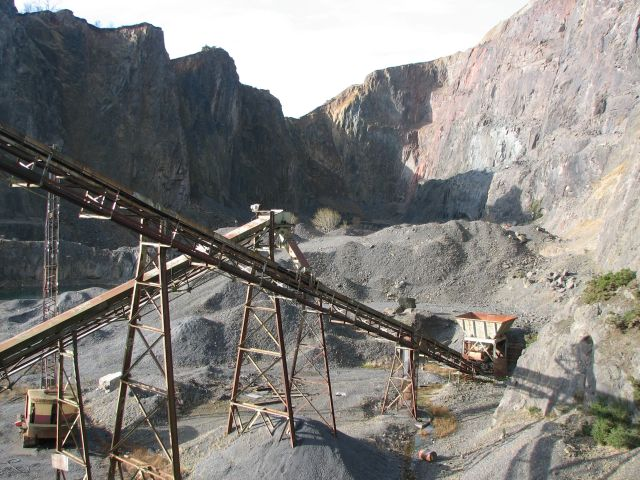
Карьер в Тилликолтри
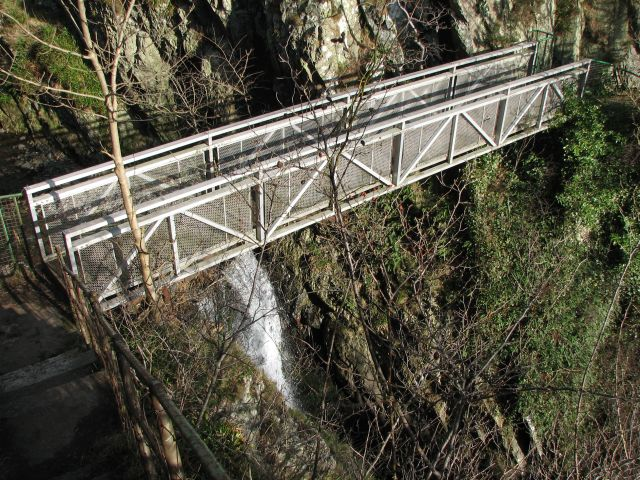
Мост через ущелье в Тилликолтри
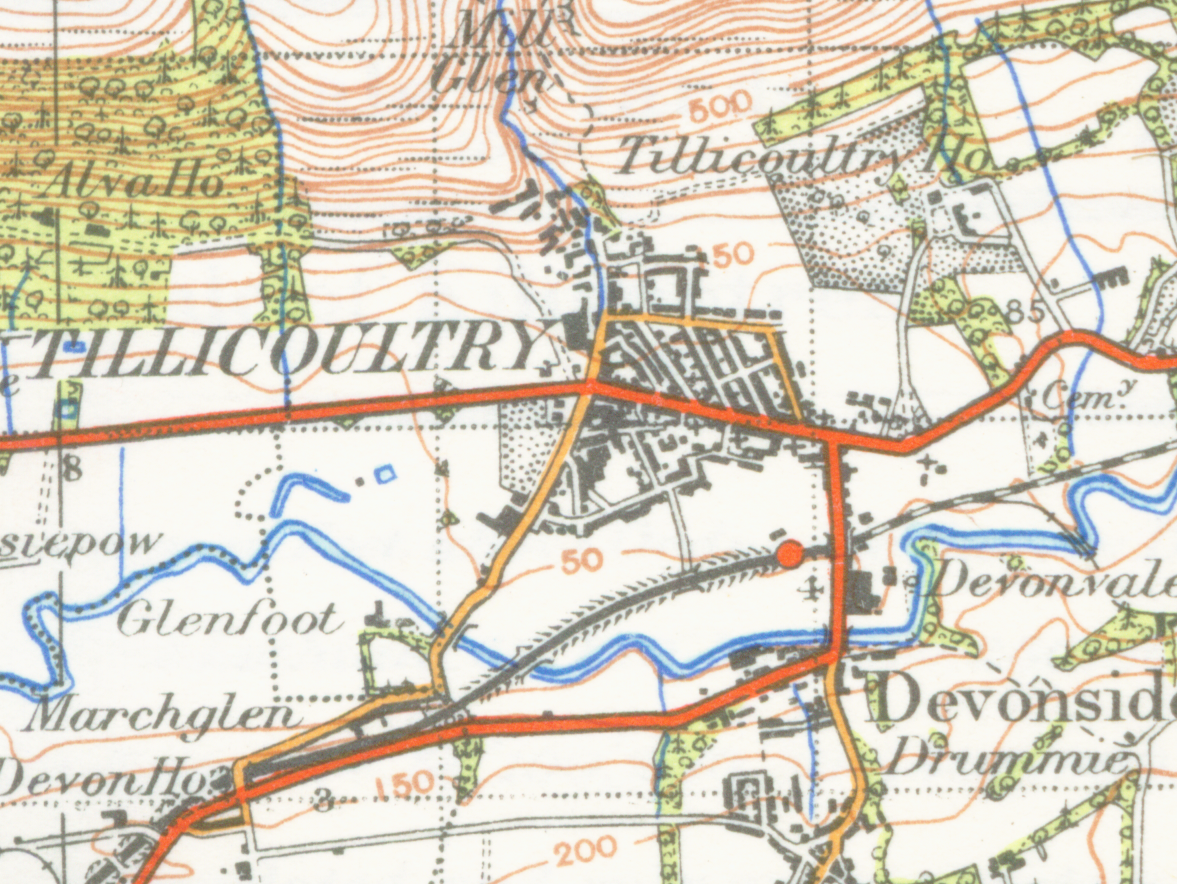
Тилликолтри в 1945 году
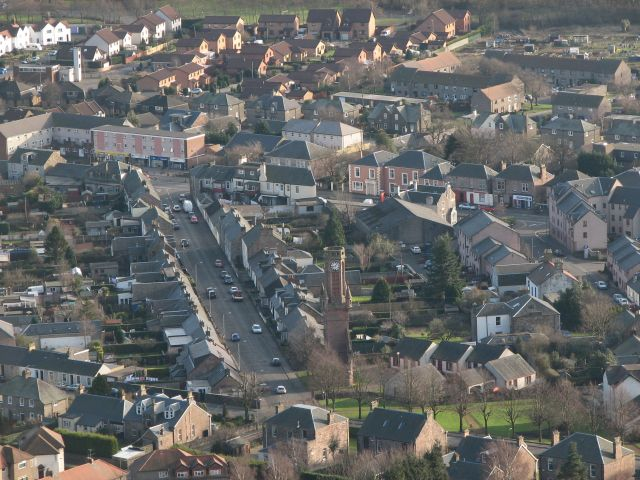
Вид на Тилликоултри со склонов Очил